# Åsbotjärnen
Åsbotjärnen är en sjö i Ljusdals kommun i Hälsingland och ingår i Ljusnans huvudavrinningsområde. Sjön har en area på 0,082 kvadratkilometer och ligger 215,1 meter över havet.

## Delavrinningsområde
Åsbotjärnen ingår i det delavrinningsområde (685909-150499) som SMHI kallar för Utloppet av Ranungen. Medelhöjden är 266 meter över havet och ytan är 8,16 kvadratkilometer. Det finns inga avrinningsområden uppströms utan avrinningsområdet är högsta punkten. Svedjebäcken (Ranungsbäcken) som avvattnar avrinningsområdet har biflödesordning 3, vilket innebär att vattnet flödar genom totalt 3 vattendrag innan det når havet efter 126 kilometer. Avrinningsområdet består mestadels av skog (73 procent). Avrinningsområdet har 0,88 kvadratkilometer vattenytor vilket ger det en sjöprocent på 10,7 procent.